# Andora na Mistrzostwach Świata w Lekkoatletyce 2019
Andora na Mistrzostwach Świata w Lekkoatletyce 2019 – reprezentacja Andory podczas mistrzostw świata w Doha liczyła tylko jednego zawodnika, biegacza Pola Moya specjalizującego się w biegach średnich.

## Skład reprezentacji

### Mężczyźni
| Zawodnik | Konkurencja        | Eliminacje  | Eliminacje | Półfinał | Półfinał | Finał | Finał   |
| Zawodnik | Konkurencja        | Wynik       | Pozycja    | Wynik    | Pozycja  | Wynik | Pozycja |
| -------- | ------------------ | ----------- | ---------- | -------- | -------- | ----- | ------- |
| Pol Moya | bieg na 800 metrów | 1:48.52 min | 37.        | NQ       | NQ       | NQ    | NQ      |